# Universidad de Dankook
La  Universidad de Dankook, inglés: Dankook University, hangul: 단국대학교, hanja:檀國大學校, es una universidad privada surcoreana fundada.
Tiene un museo textil tradicional con donaciones de Seok Ju-seon.